# Шемиот, Викентий Леонтьевич
Шемиот Викентий Леонтьевич (1770 ― 1841) ― екатеринославский вице-губернатор и гражданский губернатор, действительный статский советник. 

## Биография
Происходил из столбового старинного могилёвского рода Шемиотов — обрусевших польских дворян герба Лебедь, чьё родословие восходит ко второй половине XV в. После первого раздела Речи Посполитой и присоединения части белорусских земель к Российской империи отец Шемиота перешел на русскую службу. Шемиоты владели поместьями в более чем шести деревнях в Гомельской и пятью — в Могилёвской областях. Герб рода внесён в ч. X Общего Гербовника, за № 20. Сын титулярного советника Льва (Леона, Леонтия) Шемиота (Шемета), помещика местечка Толочин (Старый Толочин, Русский Толочин) на р. Друть, члена земского суда Оршанской провинции, предводителя дворян Копысского уезда, Могилёвского наместничества. Младший брат Лейб-Кирасирского Его Императорского Величества полка полковника П. Л. Шемиота. Дядя Софии и Ольги Павловых фон Веймарн, жен сенатора А. Ф. фон Веймарна. Родственник А. С. Пушкина. 
Согласно материалам семейного архива, вместе с братьями образование получил в Императорском Кавалерийском кадетском корпусе в С.-Петербурге ― кавалерийской части, выделенной из состава Сухопутного шляхетного кадетского корпуса. Корпус находился в Строгановском дворце. Командир корпуса ― прусский генерал Ганс Иоахим фон Цитен. Состоял в военной службе, с 1796 по 1806 ― в чине майора. С 1803 по 1812 служил в штате канцелярии херсонского военного губернатора, управлявшего и гражданской частью Екатеринославской, Херсонской и Таврической губерний, градоначальника Одессы, генерал-лейтенанта, герцога Дюка де Ришелье. Некоторое время был правителем канцелярии герцога. Из майоров произведён надворным советником 20 декабря 1806 (1 января 1807); по представлению Д. де Ришелье, об отличных трудах и деятельности по службе, высочайшим указом от 23 марта (4 апреля) 1810, старшинство в чине надворного советника отдано с 29 декабря 1803 (10 января 1804). В штате одесского градоначальника служил и младший его брат ― корнет и титулярный советник Осип (Иосиф) Леонтьевич Шемиот, в 1804―1805 гг. бывший смотрителем колоний для иностранных поселенцев особой Канцелярии Одесского водворения, в ведении которой находился надзор за водворением и управление колонистами в окрестностях Одессы.
Участник Русско-турецкой войны (1806―1812): с переименованием в чин есаула в феврале 1807 назначен полковым командиром сформированного в Кишиневе 4-го Молдавского волонтёрского конно-казачьего полка Бугского казачьего войска, под командованием наказного атамана, полковника, князя Н. Р. Кантакузена.  Князем был отмечен в числе штаб-офицеров, оказавших ему большое содействие в сформировании молдавских волонтерских полков, за что Шемиот представлялся к награждению. Одна из сотен полка Шемиота была направлена в Аккерман, где впоследствии В. Л. Шемиот заведовал Аккерманской пограничной заставой до окончания боевых действий Дунайской армии; другая сотня была направлена в распоряжение ген.-лейтенанта Д. де Ришелье; ещё одна сотня оставлена в Кишиневе. Тогда же, в период войны, Шемиот, с выгодой для правительства успешно занимался закупками припасов и серы для нужд Дунайской армии.
По окончании войны, в том же чине ― надворного советника, из штата одесской канцелярии герцога Д. де Ришелье определён, на открывшуюся вакансию, на должность одного из двух членов Одесского коммерческого суда 19 апреля (1 мая) 1812. По прежней своей должности, в вознаграждение усердной и ревностной службы в штате херсонского военного губернатора, пожалован коллежским советником 21 мая (2 июня) 1812, со старшинством. В том же ― 1812, за отличие по службе, оказанное в русско-турецкой войне, пожалован орденом Святого Владимира 4 степени. С потомством внесён в VI ч. родословной книги дворян Могилёвской губернии 30 сентября (12 октября) 1813, по Копысскому уезду.   
С должности члена Одесского коммерческого суда, в том же чине ― коллежского советника, назначен екатеринославским вице-губернатором 19 апреля (1 мая) 1817; пожалован, за выслугу, в статские советники 26 декабря 1818 (7 января 1819), со старшинством с 21 мая (2 июня) 1816; орден Святого Владимира 3 степени 26 мая (7 июня) 1820; тогда же ― в двадцатых числах мая 1820, принимал в своём доме приехавшего в Екатеринослав молодого А. С. Пушкина. Летом 1820 командовал четырьмя эскадронами Мариупольского гусарского полка и двенадцатью сотнями казаков при подавлении крестьянского бунта в восточной части Екатеринославской губернии, Бахмутском, Славяносербском и Ростовском уездах. За отличие, пожалован действительным статским советником 2 (14) августа 1820.
23 августа (4 сентября) 1820 назначен екатеринославским гражданским губернатором; вследствие открывшихся беспорядков по управлению губернией и финансам губернского правления, был уволен от должности 17 февраля (1 марта) 1823 и состоял под сенатским судом. По должности губернатора, как бывший председатель Екатеринославского приказа общественного призрения, был признан виновным в «подписании им определений и выдачу из Приказа, сверх дозволенного законом количества суммы» разным помещикам под залог их имений, за что в 1840 было наложено казённое взыскание в сумме 17 075 руб. серебром и арестовано недвижимое его имение.
После отставки с семьей жил в Одессе, где имел собственный дом. В Одессе умер и был похоронен в 1841 г. Во второй половине 1790-х женился на княжне Домицелле Мартиновне Гедройц. В браке пять сыновей и три дочери. Из них известен старший сын ― Станислав (30.11.1799―10.10.1866), видный финансовый чиновник, действительный статский советник, вице-президент Польского банка. 
По мнению литературоведов, во второй половине 1820-х дом Шемиота стал центром литературной жизни Одессы. В. Л. Шемиот был деверем Надежды Адамовны Роткирх, жены брата Павла и двоюродной тётки поэта А. С. Пушкина. Он сам и его семья познакомились с поэтом в 1820, когда Пушкин приехал в Екатеринослав. На протяжении 1820-х ― 1830-х Шемиот вёл рукописный альбом, в котором собирал литературные произведения, молдавский фольклор, списки запрещенных стихотворений Пушкина, Рылеева, Лермонтова и др. Среди друзей и знакомых Шемиота и его семьи ― польский поэт Адам Мицкевич, поэт и писатель Н. И. Гнедич, декабрист Д. Л. Алексеев, писательница Е. А. Ган (Фадеева), религиозный деятель Е. П. Блаватская (Ган) и др. По показаниям Д. Л. Алексеева, в 1818―1819 гг. Шемиот состоял членом масонской ложи «Любви к истине», работавшей в Полтаве. В семейном архиве Шемиотов находился рукописный список 1 половины 1826 с выдержками из следственных показаний видных декабристов.
Помещик благоприобретенного имения Херсонской губернии. Землю не покупал, а по представлению герцога Д. де Ришелье получил от правительства отвод в 11 000 десятин удобной и неудобной земли из казённых пустопорожних владений, под обязательство их населения и сельскохозяйственного освоения; к 1819 основал и населил сельцо (слободку) Шемиотовка, Тираспольского (впоследствии Ананьевского) уезда; в начале 1825 года земля имения была исключена из казённого ведомства и оброка, и впоследствии имение перешло его наследникам. За ним же было недвижимое имение Тираспольского уезда в местечке Каприцы, в котором «имеется высыпанная одна землею плотина и 2 колодца, земля сия для хлебопашества и сенокошения очень выгодная, на коей <…> жительствуют обязанных 3-летним контрактом семь хозяев-десятинщиков, описанная и оцененная в 6000 руб. и дохода в год приносить могущая 500 руб.»; имение было продано с публичного торга за долги бессарабским помещикам.  За его внуком Викентием Станиславовым (1839―1918), до конца XIX в. оставались родовые имения в Быховском, Могилёвском и Чериковском уездах.